# Sainte-Eulalie, Gironde

Sainte-Eulalie este o comună în departamentul Gironde din sud-vestul Franței. În 2009 avea o populație de 4.683 de locuitori.

## Evoluția populației
| An        | 1975  | 1982  | 1990  | 1999  | 2006  | 2009  |
| --------- | ----- | ----- | ----- | ----- | ----- | ----- |
| Populație | 2.633 | 3.365 | 3.930 | 4.189 | 4.606 | 4.683 |